# レオナルド・セナトーレ
レオナルド・セナトーレ （Leonardo Senatore、1984年5月13日 - ）は、GERに所属するラグビー選手。

## プロフィール
- アルゼンチン・ロサリオ出身。
- ポジションはフランカー(FL)、ナンバーエイト(No.8)。
- 身長 191cm、体重 106kg
- アルゼンチン代表キャップは50(2020年7月現在)。
- ラグビーワールドカップ2011・ラグビーワールドカップ2015のアルゼンチン代表に選ばれた[1]。

## 略歴
パンパスXV、RCトゥーロン、パンパスXV、ウスター・ウォリアーズ、ハグアレスを経て、2018年、GERに加入。 